# Poggiodomo
Poggiodomo är en ort och kommun i provinsen Perugia i regionen Umbrien i Italien. Kommunen hade 100 invånare (2018).